# William Heilman

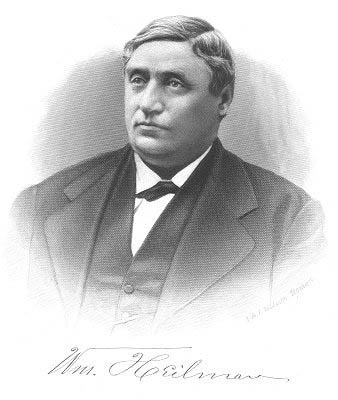
William Heilman

William Heilman (* 11. Oktober 1824 in Albig, Großherzogtum Hessen; † 22. September 1890 in Evansville, Indiana) war ein US-amerikanischer Politiker deutscher Herkunft. Zwischen 1879 und 1883 vertrat er den Bundesstaat Indiana im US-Repräsentantenhaus.

## Werdegang
Im Jahr 1843 kam der im heutigen Rheinland-Pfalz geborene William Heilman aus seiner deutschen Heimat in die Vereinigten Staaten, wo er sich auf einer Farm im Vanderburgh County in Indiana niederließ. Später zog er in die dortige Stadt Evansville, wo er für einen Handwerksbetrieb tätig war. Im Lauf der Zeit arbeitete er sich bis zum Leiter einer Baumwollspinnerei empor. 1847 gründete Heilman eine Firma, die Bohrer herstellte. Gleichzeitig begann er eine politische Laufbahn. Zwischen 1852 und 1865 saß er im Stadtrat von Evansville. In den 1850er Jahren schloss er sich der Republikanischen Partei an. Von 1870 bis 1876 war er Abgeordneter im Repräsentantenhaus von Indiana. Im Jahr 1876 nahm er als Delegierter an der Republican National Convention teil, auf der Rutherford B. Hayes als Präsidentschaftskandidat nominiert wurde. Zwischen 1876 und 1879 gehörte Heilman dem Staatssenat an.
Bei den Kongresswahlen des Jahres 1878 wurde Heilman im ersten Wahlbezirk von Indiana in das US-Repräsentantenhaus in Washington, D.C. gewählt, wo er am 4. März 1879 die Nachfolge von Benoni S. Fuller antrat. Nach einer Wiederwahl konnte er bis zum 3. März 1883 zwei Legislaturperioden im Kongress absolvieren. Im Jahr 1882 wurde er nicht wiedergewählt. Nach seinem Ausscheiden aus dem US-Repräsentantenhaus nahm Heilman seine früheren Tätigkeiten wieder auf. Er starb am 22. September 1890 in Evansville, wo er auch beigesetzt wurde.